# DNA do Crime
DNA do Crime (em inglês: Criminal Code) é uma série de televisão brasileira de drama policial e assalto criada por Heitor Dhalia, Bernardo Barcellos e Leonardo Levis, e produzida pela Netflix em parceria com a Paranoïd Filmes. A série é inspirada em um mega-assalto que ocorreu em Ciudad del Este, no Paraguai, em 2017, e explora a complexa teia do crime organizado na fronteira entre Brasil e Paraguai, além do uso da tecnologia de DNA nas investigações policiais.
A primeira temporada foi lançada em 14 de novembro de 2023 e a segunda temporada estreou em 4 de junho de 2025. Criada por Heitor Dhalia, Bernardo Barcellos e Leonardo Levis, a série tem roteiros de Bernardo Barcellos e Bruno Passeri (roteiristas-chefe na primeira temporada), Leonardo Levis, Davi Kolb, Rosana Rodini, Mariana Vielmond e Aly Muritiba. A direção da primeira temporada é de Heitor Dhalia e Pedro Morelli, com Dhalia assumindo a direção geral da segunda temporada, que também conta com episódios dirigidos por Morelli e Felipe Vellas.
A série é estrelada por Maeve Jinkings, Rômulo Braga e Thomás Aquino. Após seu lançamento, tornou-se um fenômeno de audiência global, alcançando o primeiro lugar entre as séries de língua não-inglesa mais vistas na Netflix e entrando no Top 10 em mais de 70 países, sendo aclamada por sua escala de produção cinematográfica e pela intensidade de sua narrativa, que estabeleceu um novo patamar para o gênero de ação policial no Brasil.

## Enredo

### 1ª temporada (2023)
Após um assalto de proporções épicas à sede de uma empresa de transporte de valores em Ciudad del Este, Paraguai, policiais federais da delegacia de Foz do Iguaçu, no Brasil, iniciam uma investigação complexa e sem precedentes. A temporada se aprofunda na caçada da Polícia Federal a uma sofisticada organização criminosa transnacional. Liderados pelos agentes Benício (Rômulo Braga), um policial intenso e movido por um trauma pessoal, e Suellen (Maeve Jinkings), uma perita estratégica e meticulosa que retorna ao trabalho após a licença-maternidade, eles seguem o rastro das amostras de DNA coletadas nas cenas do crime. Essa análise meticulosa, que se torna a espinha dorsal da investigação e o diferencial da equipe, os leva a descobrir uma conexão surpreendente entre o roubo no país vizinho e outros crimes recentes em território brasileiro, desvendando um plano criminoso ainda maior, arquitetado por uma facção poderosa conhecida como "A Organização". Esta facção, liderada pelo enigmático e calculista Sem Alma (Thomás Aquino), opera com precisão militar em ambos os lados da fronteira. Benício, movido por um desejo pessoal de vingança após a morte de um colega durante um confronto anterior, e Suellen, buscando provar seu valor e conciliar a perigosa profissão com a recente maternidade, mergulham em um perigoso jogo de gato e rato. A trama explora não apenas a perseguição e os confrontos diretos, mas também as tensões internas na equipe policial, os desafios burocráticos e a complexa logística de uma investigação que cruza jurisdições e envolve múltiplos crimes, desde roubos a bancos até assassinatos, revelando a vasta e interligada rede do crime na fronteira.

### 2ª temporada (2025)
A segunda temporada de DNA do Crime retoma com a Polícia Federal, liderada por Suellen (Maeve Jinkings) e Benício (Rômulo Braga), ainda lidando com as consequências da operação fracassada contra Isaac (Alex Nader) e sua crescente organização criminosa, a Quadrilha Fantasma, que absorveu remanescentes da facção de Sem Alma. Isaac, agora uma figura ainda mais poderosa e ambiciosa, planeja um audacioso assalto ao Banco Central de Fortaleza, um dos maiores roubos da história do Brasil. Apesar da resistência policial, que resulta na morte do Professor – mentor de Isaac e um golpe duro para Suellen, que via nele uma peça-chave para desmantelar a organização –, ele consegue escapar com parte do dinheiro. Este evento, e a morte do irmão de Isaac, Gabriel (Daniel Blanco), durante outro assalto interceptado pela polícia, impulsiona o criminoso a reavaliar suas estratégias e a expandir seu poder. Desconfiado e paranoico, Isaac decide eliminar seu antigo financiador, o Embaixador (Nico García Hume), consolidando o controle total sobre suas operações. Ele então inicia uma nova e lucrativa frente de negócios: o tráfico internacional de drogas, buscando novas alianças com cartéis e outros criminosos, como o misterioso "Xuxa" (Matías Desiderio). A temporada aprofunda a complexidade da rede criminosa, mostrando a evolução de Isaac de um ladrão de bancos para um barão do crime com ambições globais, enquanto a Polícia Federal, agora com novos integrantes e enfrentando desafios ainda maiores, corre contra o tempo para antecipar seus movimentos e impedir a consolidação de seu império.

## Análise dos Arcos de Personagens
O que sustenta a tensão de DNA do Crime para além das cenas de ação é o investimento em arcos de personagens complexos e bem definidos, que evoluem significativamente ao longo das duas temporadas. A série utiliza seus protagonistas e antagonistas não apenas para mover a trama, mas para explorar as consequências psicológicas e morais de uma vida imersa na violência e na obsessão.

### Benício: A tragédia da obsessão
O agente Benício (Rômulo Braga) inicia sua jornada na primeira temporada movido por um luto palpável e um desejo de vingança pela morte de seu parceiro. Seu arco inicial é o da fúria justa, agindo de forma impulsiva e frequentemente desrespeitando protocolos, o que o coloca em conflito constante com a estrutura da Polícia Federal. Na segunda temporada, essa vingança se solidifica e se transforma em uma obsessão crônica e fria. O caso deixa de ser sobre seu amigo e se torna a única razão de sua existência. Benício torna-se mais isolado, amargo e disposto a cruzar linhas ainda mais turvas, personificando a questão filosófica de até que ponto a busca por justiça pode corromper o justiiceiro. Sua trajetória explora o alto custo pessoal da luta contra o crime, questionando se é possível destruir monstros sem se tornar um.

### Suellen: O peso da liderança e da estratégia
Se o arco de Benício é sobre implosão, o de Suellen (Maeve Jinkings) é sobre a pressão externa e o crescimento forçado. Na primeira temporada, sua luta é por reafirmação profissional após a licença-maternidade, representando a inteligência, o método e a ciência como contraponto à força bruta. Ela é a personificação da ordem. Com seu valor provado, a segunda temporada a eleva a uma posição de liderança estratégica de fato. Seu arco passa a ser sobre o fardo da responsabilidade. Cada falha na operação, cada vida perdida, recai sobre seus ombros. Ela precisa gerenciar não apenas a complexa investigação, mas também a instabilidade de Benício e as pressões institucionais. A jornada de Suellen é a da transformação de uma perita brilhante em uma comandante sobrecarregada, ilustrando que liderar no caos exige mais do que inteligência técnica, mas também um imenso sacrifício pessoal e resiliência emocional.

### Os Antagonistas: Um estudo sobre o mal
A série se destaca por construir antagonistas com filosofias distintas. Sem Alma (Thomás Aquino), o principal adversário da primeira temporada, é o "fantasma", um criminoso quase ascético, movido por uma disciplina rígida e uma ideologia de oposição ao sistema. Ele representa um crime organizado, metódico e doutrinário. Em contraste, Isaac (Alex Nader), que assume o protagonismo na segunda temporada, personifica uma forma diferente de mal: a ambição capitalista sem limites. Impulsionado pela paranoia e por perdas pessoais, seu arco mostra a evolução de um assaltante especialista para um empreendedor do crime que diversifica seus negócios para o narcotráfico. Se Sem Alma era um estrategista que queria desaparecer, Isaac é um barão que deseja construir um império visível e duradouro. Juntos, seus arcos oferecem um estudo comparativo sobre as diferentes facetas e motivações do crime de alta periculosidade.

## Relação com eventos reais
A trama de DNA do Crime é fortemente inspirada por eventos criminais reais, notavelmente o mega-assalto à sede da empresa de transporte de valores Prosegur ocorrido em Ciudad del Este, Paraguai, em 24 de abril de 2017. Este assalto, considerado um dos maiores da história do Paraguai, envolveu dezenas de criminosos fortemente armados, o uso de explosivos para acessar o cofre da empresa, táticas de cerco e confronto com a polícia, resultando na morte de um policial do Grupo Especial de Operações e no roubo de milhões de dólares, com estimativas variando entre 8 e 40 milhões.
A série reflete diversos aspectos deste e de outros crimes de "domínio de cidades" (também conhecidos como "novo cangaço" no Brasil), uma modalidade criminosa em que grupos organizados sitiam cidades, geralmente de pequeno e médio porte, para realizar grandes roubos, tipicamente a bancos ou transportadoras de valores. Elementos como o planejamento meticuloso dos assaltos, o uso de armamento de guerra (como fuzis .50 capazes de derrubar aeronaves), a tática de criar múltiplos focos de distração incendiando veículos e atacando postos policiais para neutralizar as forças de segurança, e a fuga estratégica através da fronteira para o Brasil são retratados na ficção e espelham o modus operandi de facções criminosas reais que atuam na região, como o Primeiro Comando da Capital (PCC), suspeito de envolvimento direto no caso Prosegur.
Um pilar central da série, e que dá nome à produção, é a utilização de vestígios de DNA para a resolução dos crimes. Esta abordagem é diretamente inspirada pelo trabalho inovador e persistente da Polícia Federal brasileira na investigação do assalto à Prosegur. A coleta e análise de material genético deixado pelos criminosos nos veículos abandonados, em abrigos e em cenas de confronto foram cruciais para identificar suspeitos brasileiros e conectar o assalto no Paraguai a uma rede de outros crimes violentos em território brasileiro, como roubos a carros-fortes em São Paulo e no interior. Este esforço investigativo, que envolveu a análise de centenas de vestígios e a inserção de dezenas de perfis genéticos no Banco Nacional de Perfis Genéticos, rendeu à Polícia Federal do Brasil o prêmio internacional "DNA Hit of the Year" em 2020, um reconhecimento da Interpol e do grupo de trabalho da Rede Europeia de Laboratórios de Ciências Forenses (ENFSI) pela eficácia da ciência forense no combate ao crime organizado transnacional.
Apesar da forte inspiração em fatos, o criador Heitor Dhalia ressalta que DNA do Crime é uma obra de ficção. Os personagens, suas tramas pessoais e muitos dos desdobramentos narrativos são criações para fins dramáticos, utilizando os eventos reais como um ponto de partida para explorar temas mais amplos sobre o crime, a justiça e a natureza humana na complexa realidade da fronteira. A série busca, assim, um equilíbrio entre o realismo dos procedimentos investigativos e das táticas criminosas, validados por extensa pesquisa e consultoria, com a liberdade criativa necessária para construir um thriller de ação envolvente e com arcos de personagens cativantes.

## Elenco
| Ator/Atriz        | Personagem                          | Temporadas | Temporadas |
| Ator/Atriz        | Personagem                          | 1ª (2023)  | 2ª (2025)  |
| ----------------- | ----------------------------------- | ---------- | ---------- |
| Maeve Jinkings    | Suellen                             |            |            |
| Rômulo Braga      | Benício                             |            |            |
| Thomás Aquino     | Sem Alma (Santos)                   |            |            |
| Pedro Caetano     | Rossi                               |            |            |
| Alex Nader        | Isaac                               |            |            |
| Erom Cordeiro     | Fernando                            |            |            |
| Daniel Blanco     | Gabriel                             |            |            |
| Letícia Tomazella | Delegada Vendramin                  |            |            |
| Luis Kwong        | Fernando Inoki                      |            |            |
| Miguel Nader      | Gomes                               |            |            |
| Larissa Bocchino  | Suely                               |            |            |
| Douglas Sampaio   | Felipe                              |            | —          |
| Gabriel Chadan    | Cauã                                |            | —          |
| Elzio Vieira      | Breno                               |            | —          |
| Nico García Hume  | Embaixador                          |            | —          |
| Guito             | Santos (Policial colega de Benício) |            | —          |
| Phellipe Azevedo  | Cabo Adriano                        | —          |            |
| João Fernandes    | Maomé                               | —          |            |
| Jorge Paz         | Cabeça                              | —          |            |
| Matías Desiderio  | Xuxa                                | —          |            |

### Participações especiais
| 1ª Temporada (2023)   | 1ª Temporada (2023)    |
| Intérprete            | Personagem             |
| --------------------- | ---------------------- |
| Mari Oliveira         | Maria Clara            |
| Ramon Brant           | Roleta                 |
| Vivi Wanderley        | Naiara                 |
| Guilherme Faria       | Toreto                 |
| Natasha Jascalevich   | Contorcionista         |
| Thais Lago            | Mônica                 |
| Gabriela Moreno       | Cynthia                |
| Priscila Martz        | Refém                  |
| Marcelo Di Marcio     | Comandante PM Loanda   |
| Orlando Supera        | Batoré                 |
| Milton Lacerda        | Saldanha               |
| Thiago Brianti        | Guilherme              |
| Anderson Bart Pereira | Chefe de Operações GPI |
| 2ª Temporada (2025)   |                        |
| Intérprete            | Personagem             |
| Kiko Pissolato        | Cowboy                 |

## Produção

### Concepção e desenvolvimento
A série foi criada por Heitor Dhalia, que também atua como diretor geral, em co-criação com Leonardo Levis e Bernardo Barcellos. A inspiração central para DNA do Crime foi o mega-assalto à sede da empresa de transporte de valores Prosegur em Ciudad del Este, Paraguai, em 24 de abril de 2017. Dhalia descreveu o crime como "impressionantemente cinematográfico" e uma manifestação de uma modalidade criminal "feita no Brasil", referindo-se aos assaltos de "domínio de cidades" que, segundo ele, representam o "crime em nível industrial".
A ideia foi mostrar um lado pouco explorado do crime na fronteira, combinando a ação policial espetacular com a ciência forense, especialmente o uso de DNA para desvendar crimes complexos. Dhalia afirmou: "A série mostra um outro lado do crime no Brasil, um crime de fronteira que é muito pouco explorado nas narrativas audiovisuais de ficção." Ele buscou elevar o padrão do gênero de ação policial no Brasil, com a ambição de criar uma produção que pudesse competir com séries de ação internacionais em termos de qualidade e escala. Em uma entrevista de 2022, antes do lançamento, Dhalia mencionou que a série "tentará abrir um novo paradigma para o gênero" no audiovisual brasileiro e que, em um nível mais profundo, ela "também fala sobre as falhas trágicas em todos nós, nossa natureza profunda."
A pesquisa para a série foi exaustiva e durou cerca de quatro anos, envolvendo consultoria com diversos especialistas para garantir o máximo de realismo possível. A equipe conversou com policiais federais, civis, membros de forças táticas especializadas, peritos criminais que trabalharam nos casos reais, advogados, e até mesmo ex-detentos e ex-assaltantes de banco, para conferir autenticidade à trama, aos diálogos e aos procedimentos retratados. O uso de vestígios de DNA na investigação do assalto real, que levou à identificação de criminosos brasileiros e rendeu ao Brasil o prêmio "DNA Hit of the Year" em 2020, foi um elemento crucial que não apenas inspirou o título, mas se tornou o motor narrativo da investigação na série.
DNA do Crime foi anunciada como a primeira série de ação policial brasileira da Netflix e uma "superprodução", sendo considerada, à época de seu lançamento, uma das séries mais caras já produzidas no Brasil pela plataforma de streaming, refletindo o alto investimento em recursos técnicos e humanos.

### Roteiro
O roteiro da primeira temporada foi liderado por Bernardo Barcellos e Bruno Passeri, com contribuições de um time de roteiristas que incluiu Leonardo Levis, Davi Kolb, Rosana Rodini, Mariana Vielmond e o cineasta Aly Muritiba. Barcellos e Passeri retornam como líderes de roteiro para a segunda temporada, garantindo a continuidade do tom e da complexidade narrativa. O processo de escrita foi profundamente colaborativo e fundamentado na extensa pesquisa realizada. Embora detalhes específicos do processo de escrita colaborativa e pesquisa aprofundada dos roteiristas não tenham sido amplamente divulgados em entrevistas textuais, Bernardo Barcellos mencionou em seu podcast "Primeiro Tratamento" que discutiria "processos, vivências, roteiro de ação e mais", indicando a complexidade envolvida na criação da narrativa, que precisava equilibrar a fidelidade aos eventos inspiradores com a criação de arcos dramáticos envolventes para os personagens. O desafio era traduzir os dados factuais e técnicos da investigação em um thriller policial que mantivesse o espectador engajado, ao mesmo tempo em que desenvolvia as complexas motivações e os conflitos internos dos protagonistas e antagonistas.

### Filmagens e Escala
As filmagens da série ocorreram em diversas locações no Brasil e no Paraguai, buscando uma representação autêntica da Tríplice Fronteira. No Paraguai, as cidades de Ciudad del Este, palco do assalto real, e a capital Assunção serviram de cenário. No Brasil, além da metrópole São Paulo, foram utilizadas locações em sete outras cidades paulistas, e também em estados estratégicos para a rota do crime, como o Paraná (com destaque para Foz do Iguaçu, centro das operações policiais na série), Santa Catarina e Mato Grosso do Sul.
A produção da primeira temporada demonstrou uma grande escala, refletindo o investimento da Netflix. Foram utilizados 1.829 armas cenográficas, 95 litros de sangue artificial, 146 veículos (entre carros, motos, caminhões, barcos e aviões) e foram realizadas nove sequências de explosão de grande porte. Heitor Dhalia destacou o alto grau de complexidade, risco e desafio técnico das cenas de ação, que exigiram preparação extensiva, ensaios meticulosos e uma coordenação precisa entre as equipes de dublês, efeitos especiais e fotografia.
Para a preparação dos atores Maeve Jinkings e Rômulo Braga, que interpretam os protagonistas, houve um extenso trabalho de campo para aumentar a verossimilhança de suas atuações. O processo incluiu visitas a delegacias da Polícia Federal, longas conversas com policiais para entender a rotina, a linguagem técnica, os dilemas da profissão e a mentalidade de quem atua na linha de frente, além de um intenso treinamento prático com aulas de tiro e direção ofensiva. Rômulo Braga chegou a acompanhar policiais em operações para absorver a postura e a dinâmica do trabalho em campo.

### Música
A trilha sonora original da série foi composta por Guilherme Francischi e Antonio Pinto. A supervisão musical ficou a cargo de Patrícia Portaro. A trilha sonora desempenha um papel fundamental na construção da atmosfera da série, utilizando composições que misturam tensão, suspense e ritmos percussivos para acentuar as cenas de ação e investigação. A música é projetada para ser imersiva, acompanhando a escalada de violência e a urgência da caçada policial, ao mesmo tempo em que oferece momentos mais introspectivos que sublinham os dramas pessoais dos personagens. A escolha de uma sonoridade moderna e pulsante contribui para o ritmo acelerado da narrativa, alinhando-se à estética de grandes thrillers de ação internacionais.

### Design de produção, cinematografia e estética
A produção de DNA do Crime foi concebida em larga escala, visando estabelecer um novo padrão para as séries de ação policial no Brasil e competir com produções internacionais do gênero. Essa ambição se reflete nas escolhas estéticas e técnicas da série, que buscaram um alto nível de realismo e impacto visual.
O diretor Heitor Dhalia enfatizou a complexidade da produção, que envolveu a filmagem em múltiplas e autênticas locações no Brasil (São Paulo, Paraná, Foz do Iguaçu, Santa Catarina, Mato Grosso do Sul) e no Paraguai (Ciudad del Este, Assunção). A direção de arte, liderada por Dany Espinelli, teve o desafio de recriar ambientes críveis que representassem a tensa realidade da Tríplice Fronteira, desde as instalações da Polícia Federal, com seus laboratórios forenses e salas de operação, até os cenários dos complexos assaltos e os esconderijos precários ou luxuosos dos criminosos. A escala da produção é evidenciada pelo grande número de veículos, armas cenográficas e a execução de múltiplas cenas de explosão, que exigiram uma logística e preparação técnica consideráveis, envolvendo especialistas em efeitos práticos para garantir a segurança e o realismo.
A direção de fotografia, a cargo de Daniel Primo e Rodrigo Carvalho, contribui para a atmosfera de suspense e urgência da série. Embora entrevistas detalhadas sobre as escolhas cinematográficas específicas sejam escassas, observa-se uma busca por uma representação visual que combine a crueza documental das operações policiais e das ações criminosas com a paisagem, por vezes exuberante e por outras urbana e hostil, da região de fronteira. A paleta de cores tende a tons dessaturados e frios nas cenas de investigação e urbanas, contrastando com os tons mais quentes e terrosos do interior do Paraguai e do Brasil. A iluminação e os enquadramentos, muitas vezes utilizando câmera na mão em sequências de ação, são utilizados para intensificar a dramaticidade das investigações e a adrenalina das perseguições e confrontos.
O figurino, sob responsabilidade de Andrea Simonetti, desempenha um papel importante na caracterização dos personagens e na construção do universo da série. Ele ajuda a diferenciar visualmente os agentes federais, com seus uniformes táticos e trajes civis funcionais, dos diversos grupos de criminosos, cada um com suas particularidades que podem indicar hierarquia, origem ou afiliação.
A estética geral da série procura equilibrar o espetáculo da ação – com tiroteios, perseguições e explosões coreografadas com precisão – com a meticulosidade da investigação forense, o "lado da ciência" que o título da série evoca. Essa dualidade entre "pólvora e ciência" é um dos pilares da proposta visual de DNA do Crime, que visa oferecer ao público uma experiência imersiva e realista dentro do universo do crime organizado de alta complexidade e do seu combate tecnológico.

### Uso da Linguagem e Autenticidade
Um dos pilares para a construção da atmosfera realista e imersiva de DNA do Crime é o seu complexo trabalho linguístico, que reflete com fidelidade a realidade da Tríplice Fronteira. A série destaca-se por fugir da convenção de unificar o idioma, optando por um bilinguismo dinâmico onde o português e o espanhol coexistem e se misturam naturalmente, criando o "portunhol" característico da região em diversos diálogos.
Essa escolha não é meramente estética, mas uma ferramenta narrativa fundamental. A linguagem serve para delimitar geografias, estabelecer a origem dos personagens e expor as tensões culturais e de poder. Os diálogos entre policiais brasileiros e paraguaios, por exemplo, frequentemente alternam entre os idiomas, ilustrando tanto a necessidade de cooperação quanto a desconfiança inerente às interações transfronteiriças. A decisão de não legendar certas falas em espanhol ou de traduzir o "portunhol" de forma literal para o espectador brasileiro foi uma escolha deliberada do criador Heitor Dhalia para "gerar um estranhamento" e transportar o público para a confusão e a complexidade comunicacional daquele universo, forçando uma escuta mais atenta.
Além do bilinguismo, a série investiu em uma pesquisa aprofundada de jargões e gírias para conferir máxima autenticidade aos diálogos. A comunicação entre os agentes federais é repleta de termos técnicos e códigos da Polícia Federal, enquanto os criminosos utilizam um vocabulário próprio, que varia conforme sua posição hierárquica e origem. Este cuidado com o léxico de cada núcleo evita que os personagens soem genéricos e fortalece a verossimilhança de suas interações, fazendo com que o espectador se sinta inserido em um ambiente real e vivido.

## Temas e Representações
DNA do Crime mergulha em diversos temas complexos, com destaque para o crime organizado transnacional na região da Tríplice Fronteira (Brasil, Paraguai e Argentina). A série utiliza o mega-assalto como ponto de partida para explorar as dinâmicas multifacetadas do tráfico de drogas e armas, lavagem de dinheiro e a interconexão, por vezes simbiótica, entre diferentes facções criminosas.
A produção aborda com crueza os desafios da segurança pública na fronteira, como a corrupção institucional, a escassez de recursos nas forças policiais locais em contraste com o poderio bélico dos criminosos, e a vulnerabilidade social que frequentemente serve como um campo fértil para o recrutamento por parte do crime organizado. A importância da cooperação internacional entre as polícias dos diferentes países, bem como as dificuldades burocráticas e de confiança que permeiam essa colaboração, são elementos centrais na narrativa investigativa. O papel crucial da tecnologia forense, especialmente a análise de DNA como uma ferramenta quase infalível para conectar os pontos de uma teia criminosa pulverizada, é o grande diferencial temático da série.
A série também busca humanizar a figura do policial, afastando-se de estereótipos de "heróis" incorruptíveis ou "vilões" unidimensionais. Conforme analisado pela revista Veja, DNA do Crime insere-se em uma nova safra de produções que tratam o complexo papel do policial no Brasil com um olhar humanizado, mas crítico, explorando as peculiaridades da realidade brasileira, como a corrupção, a violência excessiva, o estresse pós-traumático e a falta de preparo para lidar com criminosos cada vez mais organizados e tecnologicamente equipados. Os personagens Benício e Suellen, por exemplo, são retratados com suas falhas, motivações pessoais profundas e os dilemas éticos que emergem constantemente em sua profissão.
O ator Phellipe Azevedo, que interpreta o Cabo Adriano na segunda temporada, descreveu a série como um "debate sobre violência, necropolítica, poder e desigualdade disfarçado de thriller policial", incentivando o público a questionar as estruturas de poder e quem são os verdadeiros heróis na história, sugerindo que a narrativa opera em uma área moralmente cinzenta.

## Representação Institucional: Polícia e Justiça
Além de explorar a psicologia de seus personagens, DNA do Crime oferece um retrato complexo e, por vezes, crítico das instituições estatais responsáveis pela segurança e pela justiça. A série evita representações monolíticas ou idealizadas, preferindo expor as virtudes, falhas e contradições inerentes a esses sistemas, especialmente na tensa zona de fronteira.
A Polícia Federal brasileira é retratada de forma dual. Por um lado, é mostrada como uma força moderna e altamente capacitada, simbolizada pelo avançado laboratório de genética forense que dá nome à série e pela dedicação de agentes como Suellen. Por outro, a série não hesita em mostrar suas fissuras: a burocracia que emperra investigações, os conflitos de ego entre delegacias e, principalmente, a existência de agentes como Benício, que, movidos por traumas e um senso de justiça particular, operam em uma zona cinzenta da legalidade, desafiando protocolos. Essa abordagem humaniza a instituição, mostrando-a como um organismo composto por indivíduos falíveis, e não apenas como um bloco heroico e infalível.
Em contraste, as instituições paraguaias são frequentemente apresentadas como mais vulneráveis à corrupção sistêmica, um elemento narrativo que reflete desafios de segurança pública documentados na região. Personagens como o "Embaixador" (Nico García Hume) personificam a infiltração do crime organizado em altas esferas do poder, criando obstáculos significativos para a investigação e ilustrando a complexidade de se operar em um território onde as linhas entre o estado e o crime são, por vezes, borradas.
A cooperação internacional, tema central da trama, é mostrada como um campo de batalha próprio. A série explora a desconfiança mútua entre as polícias brasileira e paraguaia, as dificuldades de compartilhamento de inteligência e os conflitos de jurisdição. Essa dinâmica transforma a colaboração transfronteiriça, embora necessária, em um processo tenso e frágil, o que confere grande realismo aos desafios enfrentados pelos protagonistas. O sistema de justiça, por sua vez, tende a aparecer como uma entidade mais distante e lenta, cujos ritos processuais contrastam com a urgência do trabalho policial em campo. Essa distância alimenta a frustração dos agentes e serve, narrativamente, para justificar a tentação de tomar atalhos, reforçando os dilemas éticos que permeiam a série.

## A representação da Tríplice Fronteira: Cultura, sociedade e estereótipos
A Tríplice Fronteira, região onde se encontram as fronteiras de Brasil, Paraguai e Argentina, não é apenas um cenário geográfico em DNA do Crime, mas um elemento intrínseco e ativo na narrativa, moldando as dinâmicas do crime organizado e os complexos desafios enfrentados pelas forças policiais. A série explora intensamente essa localidade como um polo de atividades ilícitas transnacionais, incluindo contrabando, tráfico de drogas e armas, e como rota de fuga e articulação para facções criminosas de grande porte.
A produção se esforçou para trazer autenticidade a essa representação, com filmagens realizadas em locações reais em Ciudad del Este e Assunção, no Paraguai, e em Foz do Iguaçu e outras cidades fronteiriças no Brasil. Essa escolha contribui para a imersão do espectador na atmosfera particular da região, marcada por uma paisagem que mescla natureza exuberante, urbanização caótica e o constante fluxo de pessoas e mercadorias. No entanto, a narrativa da série, centrada na investigação de mega-assaltos e na atuação de grandes organizações criminosas, tende a priorizar a fronteira como um espaço de conflito, ilegalidade e tensão constante entre crime e aplicação da lei.
Conforme analisado em estudos acadêmicos como o da UNILA, a Tríplice Fronteira é, de fato, uma área caracterizada por um intenso fluxo de pessoas e mercadorias que, ao mesmo tempo que promove integração, também pode facilitar atividades ilícitas, exacerbadas por questões como corrupção e vulnerabilidade social. DNA do Crime reflete esses aspectos ao mostrar a porosidade das fronteiras, a facilidade com que criminosos e armas cruzam de um país para outro, e a complexa logística do crime transnacional. A série ilustra como as facções se aproveitam da geografia e das particularidades jurisdicionais para expandir seus mercados e evadir a justiça.
Contudo, uma análise mais aprofundada sobre como a série retrata a vida cotidiana da população local não diretamente envolvida no crime de elite, as nuances culturais específicas da interação entre os três países, ou as dinâmicas sociais e econômicas lícitas da região, ainda carece de fontes críticas detalhadas. O foco narrativo no embate entre policiais federais e criminosos de alto calibre pode, por vezes, ofuscar representações mais diversificadas da vida na fronteira, correndo o risco de reforçar, ainda que não intencionalmente, certos estereótipos da fronteira como um mero "território sem lei" ou exclusivamente definido pela criminalidade que nela se instala.
A série aborda a necessidade de cooperação internacional entre as polícias, um aspecto real e crucial para a segurança na região, mas a representação cultural dos diferentes povos que habitam a fronteira (brasileiros, paraguaios, argentinos e outras comunidades, como a libanesa e a chinesa, muito presentes na região) e suas inter-relações cotidianas para além do contexto criminal não se configura como um tema central da narrativa principal. Assim, enquanto DNA do Crime oferece um retrato impactante e em grande medida realista dos desafios de segurança na Tríplice Fronteira, a complexidade de sua tapeçaria sociocultural e humana para além do crime permanece um campo potencialmente menos explorado pela produção, ou cuja análise aprofundada ainda está por ser feita por estudos críticos e culturais.

## Análise de questões éticas e filosóficas
Além dos temas sociopolíticos e criminais, DNA do Crime suscita diversas questões éticas e filosóficas, convidando à reflexão sobre a natureza humana, a justiça e os dilemas morais enfrentados por personagens imersos em um ciclo de violência e corrupção na fronteira. Embora análises acadêmicas ou ensaios críticos focados especificamente nos aspectos filosóficos da série ainda sejam incipientes, alguns pontos podem ser destacados a partir da narrativa e das intenções dos criadores.
Um dos eixos centrais de conflito ético reside na trajetória do agente Benício, cuja busca por justiça frequentemente se confunde com um desejo visceral de vingança. Sua obsessão em capturar os responsáveis pela morte de seu parceiro o leva a cruzar linhas éticas e profissionais, operando em uma zona cinzenta da legalidade. A série explora a tensão entre a legalidade dos procedimentos policiais e a tentação de "fazer justiça com as próprias mãos" em um contexto onde o sistema formal parece lento ou ineficaz. Isso levanta questionamentos sobre os limites da ação policial e se os fins (capturar criminosos perigosos) justificariam meios moralmente ambíguos ou ilegais. A série não oferece respostas fáceis, preferindo expor a complexidade dessas escolhas e seu impacto psicológico e profissional nos indivíduos.
A personagem Suellen, por sua vez, personifica outros dilemas, como o conflito entre a dedicação à arriscada profissão policial e as responsabilidades da maternidade, além da necessidade de se impor e ser respeitada em um ambiente de trabalho predominantemente masculino e, por vezes, hostil. Suas decisões frequentemente envolvem sacrifícios pessoais e a navegação em um terreno onde a lealdade à equipe e à instituição pode colidir com princípios éticos individuais, especialmente quando confrontada com os métodos heterodoxos de Benício.
Do lado dos antagonistas, a série retrata criminosos com alto grau de organização, inteligência tática e, em alguns casos, com seus próprios códigos de honra distorcidos. Embora não se aprofunde em uma "ética do crime" de forma explícita, a narrativa sugere lógicas internas que regem as facções, baseadas em poder, lealdade (ainda que volátil) e um código próprio de conduta. A frieza e a capacidade de violência de personagens como Sem Alma levantam questões sobre a banalização do mal e as raízes da crueldade, explorando se tais indivíduos são produtos do meio ou movidos por patologias próprias.
Heitor Dhalia, criador da série, mencionou o interesse em explorar as "falhas trágicas em todos nós, nossa natureza profunda", indicando uma intenção de ir além da superfície do thriller de ação. Nesse sentido, DNA do Crime pode ser vista como uma investigação sobre a condição humana sob pressão extrema. Os personagens, sejam eles policiais ou criminosos, são frequentemente confrontados com escolhas difíceis que revelam suas vulnerabilidades, ambiguidades morais e, ocasionalmente, sua capacidade de redenção ou sua queda definitiva na escuridão.
A série também toca, ainda que indiretamente, em questões de responsabilidade sistêmica versus individual. Ao retratar um ambiente de fronteira permeado pela corrupção e pela desigualdade social – fatores que o estudo da UNILA aponta como facilitadores do crime organizado – DNA do Crime permite questionar até que ponto as ações dos indivíduos são unicamente fruto de suas escolhas ou também consequências de um contexto social e institucional falho que os empurra para a violência. A busca por justiça na série, portanto, não se limita à punição dos culpados, mas também expõe as fraturas de um sistema que luta para conter uma criminalidade cada vez mais complexa e enraizada.

## Análise comparativa e contexto no gênero policial
DNA do Crime surge em um momento de crescente popularidade e sofisticação das séries policiais brasileiras, especialmente no contexto das plataformas de streaming, que têm investido em produções nacionais com potencial de apelo global. A série se destaca pela sua escala de produção, comparável a grandes produções internacionais, e pelo foco em uma modalidade específica de crime – os mega-assaltos na fronteira, o "novo cangaço" – combinada com a investigação forense baseada em DNA.
No panorama brasileiro, DNA do Crime dialoga com outras produções que exploraram o universo da criminalidade e da justiça sob diferentes prismas. Séries como Cidade dos Homens (e suas derivações cinematográficas) e, mais recentemente, Impuros, abordaram a violência urbana e o crime organizado sob a perspectiva das favelas e do tráfico no Rio de Janeiro. Produções como A Divisão e Arcanjo Renegado trouxeram para o centro da narrativa as unidades policiais táticas e os dilemas morais de seus integrantes em contextos de alta violência. Bom Dia, Verônica, outro sucesso da Netflix, também se insere no gênero investigativo, mas com foco em crimes de violência contra a mulher e uma protagonista que transita de uma função administrativa para a linha de frente da investigação.
Em comum com essas produções, DNA do Crime busca um retrato realista e, por vezes, crítico das complexidades da segurança pública no Brasil, apresentando personagens com nuances e falhas, distanciando-se de representações maniqueístas de "heróis" e "vilões", como apontado pela análise da revista Veja sobre a nova safra de séries policiais. No entanto, DNA do Crime se diferencia pela sua ambientação na Tríplice Fronteira, um cenário menos explorado na ficção seriada brasileira, e pela ênfase na cooperação (e nos conflitos) entre forças policiais de diferentes países e no uso intensivo da ciência forense como fio condutor da trama. A escala das cenas de ação, a logística de produção internacional e a ambição declarada de criar um "thriller policial" com padrão global também a posicionam de forma particular.
Internacionalmente, a estrutura de investigação de DNA do Crime, com uma dupla de protagonistas de personalidades contrastantes (o impulsivo e o metódico) e o uso proeminente de tecnologia forense, encontra paralelos em inúmeras séries policiais, notadamente a franquia CSI: Crime Scene Investigation – uma referência que a própria série faz de forma lúdica. A temática do crime transfronteiriço e as complexidades jurisdicionais remetem a produções como a escandinava The Bridge ou, em um espectro diferente, Narcos e Narcos: Mexico, que também exploram as dinâmicas criminosas que transcendem fronteiras nacionais, embora com um foco maior no narcotráfico.
A visão do criador Heitor Dhalia de "tentar abrir um novo paradigma para o gênero" no Brasil parece se concretizar no sentido de que DNA do Crime demonstra a capacidade da produção audiovisual brasileira de realizar obras de ação complexas, com apelo tanto local quanto internacional, como evidenciado por seu expressivo sucesso de audiência global. A série contribui, assim, para a diversificação e o fortalecimento do gênero policial no país, explorando novas narrativas e cenários dentro da vasta temática da criminalidade e da justiça.

## Lançamento e Recepção

### Estratégias de Marketing e Lançamento Global
O sucesso comercial e de audiência de DNA do Crime foi impulsionado por uma robusta e multifacetada estratégia de marketing da Netflix, que buscou equilibrar o apelo local da série com seu potencial como um thriller de ação global. A campanha foi executada em fases distintas para a primeira e a segunda temporada, adaptando a mensagem conforme a série ganhava notoriedade.
Para a primeira temporada, em 2023, a estratégia se baseou em dois pilares centrais:
1. Autenticidade e Veracidade (Foco no Brasil): A comunicação inicial no mercado brasileiro explorou intensamente o selo "inspirado em fatos reais". O marketing conectou a trama diretamente ao mega-assalto no Paraguai, gerando curiosidade e um senso de relevância imediata.[1] Essa abordagem foi reforçada por uma forte campanha de relações públicas, com os criadores e o elenco concedendo entrevistas a grandes veículos de imprensa, onde detalhavam o longo processo de pesquisa para garantir o realismo da produção.[14]
2. Ação de Padrão Internacional (Foco Global): Os trailers e materiais visuais, por outro lado, foram editados para ressaltar a escala cinematográfica, as explosões e as cenas de tiroteio, utilizando uma linguagem universal de filmes de ação. A divulgação internacional, sob o título Criminal Code, e a promoção em plataformas globais da Netflix, como o site Tudum, visavam posicionar a série não como um "produto regional", mas como um thriller competitivo no mercado global, capaz de atrair fãs do gênero independentemente da origem.[31] A participação da série em painéis na CCXP, maior festival de cultura pop do Brasil, também foi um ponto-chave para gerar engajamento com o público fã de gênero.[32]

Para a segunda temporada, em 2025, a estratégia foi adaptada para capitalizar sobre o sucesso já estabelecido. A necessidade de explicar o conceito da série foi substituída por uma campanha focada em antecipação e escalada. O marketing começou meses antes com a divulgação de imagens de "primeira mão", seguidas por teasers que prometiam "ainda mais ação". A mensagem central era clara: as apostas estavam mais altas, os crimes eram maiores (o assalto ao Banco Central) e a guerra entre a polícia e os criminosos seria ainda mais intensa, visando reengajar a base de fãs massiva conquistada pela primeira temporada e prometer uma experiência amplificada.

### Audiência
DNA do Crime alcançou um sucesso global expressivo e imediato logo após seu lançamento. Na semana de 13 a 19 de novembro de 2023, a série acumulou 50,8 milhões de horas consumidas e 6,5 milhões de visualizações, tornando-se a produção de língua não-inglesa mais assistida na Netflix globalmente e, naturalmente, no Brasil. Alcançou o primeiro lugar em audiência em 21 países, incluindo Brasil, Argentina, Paraguai, Uruguai, Peru, Venezuela e nações tão distantes quanto Quênia, Marrocos e Nova Caledônia, e figurou no Top 10 de 71 países, demonstrando um apelo transcultural significativo.
No relatório "What We Watched: A Netflix Engagement Report", que detalha a audiência da plataforma referente ao segundo semestre de 2023, a série registrou um total de 153,3 milhões de horas assistidas. Esse número a posicionou como a 41ª série mais assistida globalmente na plataforma no período, entre todas as produções, incluindo as de língua inglesa. Esse desempenho superou produções internacionais de renome e se estabeleceu como a produção brasileira de maior audiência no período, consolidando o sucesso da aposta da Netflix em uma produção de ação de grande orçamento no país.
A Netflix também destacou que, no Brasil, DNA do Crime permaneceu como a série nacional mais assistida durante todo o segundo semestre de 2023 e foi uma das produções mais vistas em 2024, mantendo-se relevante e popular muito tempo após sua estreia, o que justificou a rápida confirmação de sua segunda temporada.

### Crítica
A recepção crítica profissional detalhada de DNA do Crime por grandes veículos de imprensa brasileiros ainda carece de ampla documentação e análise aprofundada nas fontes pesquisadas até junho de 2025. No entanto, a série recebeu avaliações majoritariamente positivas do público em plataformas agregadoras como o AdoroCinema, onde usuários destacaram a qualidade das cenas de ação, o ritmo de suspense, a complexidade da trama e a qualidade geral da produção, comparando-a favoravelmente a séries internacionais do gênero e elogiando a ousadia da proposta.
O sucesso retumbante de audiência e a rápida renovação para uma segunda temporada indicam uma recepção extremamente positiva do público em geral. A série foi amplamente elogiada em veículos de entretenimento e notícias por sua produção em larga escala, considerada um marco para o audiovisual brasileiro, pelas cenas de ação bem executadas e pela abordagem de um tema relevante e pouco explorado na ficção nacional. Críticos e comentaristas apontaram a série como prova de que o Brasil pode produzir entretenimento de gênero com apelo global sem perder suas características locais.
Um artigo da Universidade de São Paulo (USP) sobre séries policiais brasileiras em plataformas de streaming mencionou o sucesso global de DNA do Crime como um exemplo paradigmático da transnacionalização do audiovisual brasileiro e do interesse estratégico da Netflix no mercado nacional, embora não tenha aprofundado a análise temática da série em si, focando mais em Bom Dia, Verônica como estudo de caso.

### Prêmios e Indicações
Até junho de 2025, não foram encontradas informações sobre prêmios ou indicações específicas recebidas pela série DNA do Crime nos principais veículos e bancos de dados consultados. A série não foi indicada nas categorias principais (Drama, Telenovela, Programa Não-Inglês em Horário Nobre Americano) do Emmy Internacional de 2024. O IMDb menciona "1 indicação no total" para a série, mas não fornece detalhes sobre qual premiação ou categoria, indicando que a série ainda pode estar no radar de premiações futuras, especialmente após o lançamento da segunda temporada.

### Reação Pública e Comentário Social
Além do sucesso de audiência e da recepção da crítica, DNA do Crime provocou um engajamento público intenso e multifacetado, especialmente em redes sociais como X (antigo Twitter), Instagram e Facebook, tornando-se um dos assuntos mais comentados no Brasil durante seu período de lançamento.
Um dos sentimentos mais prevalentes na recepção pública foi o de orgulho nacional pela qualidade técnica da produção. Inúmeros usuários celebraram o fato de uma série brasileira apresentar um nível de ação, cinematografia e efeitos especiais comparável a grandes produções internacionais, frequentemente usando a expressão "padrão Netflix gringo" para elogiar a obra. Essa percepção ajudou a consolidar a série como um marco de que o Brasil é capaz de produzir entretenimento de gênero com apelo e acabamento globais.
O debate sobre o realismo da série foi outro ponto central da conversa online. Enquanto muitos exaltavam a autenticidade das táticas criminosas e dos procedimentos policiais, surgiram discussões acaloradas, com alguns espectadores, incluindo supostos profissionais da área de segurança, apontando possíveis exageros ou imprecisões em certas cenas de ação. Essa troca de opiniões, no entanto, serviu para aumentar o engajamento, com o público geral fascinado pela representação do "novo cangaço". Inevitavelmente, a série foi massivamente comparada a Tropa de Elite, com espectadores debatendo qual obra retratava a violência e a polícia brasileira de forma mais contundente, e traçando paralelos entre a personalidade intensa de Benício e a do Capitão Nascimento.
Os personagens e o elenco também geraram forte repercussão. A complexidade dos protagonistas Benício (Rômulo Braga) e Suellen (Maeve Jinkings), assim como o carisma frio do antagonista Sem Alma (Thomás Aquino), foram amplamente elogiados. Os atores receberam uma avalanche de comentários positivos em seus perfis pessoais, com o público exaltando suas atuações e criando uma conexão direta com o elenco. A popularidade da série também se manifestou através da criação de dezenas de memes e edições de vídeo, que se espalharam rapidamente, principalmente no TikTok e no X, utilizando cenas de ação e diálogos marcantes para fins de humor, o que amplificou ainda mais seu alcance cultural.
Por fim, a série serviu como catalisador para discussões sociais e políticas mais amplas. O retrato da corrupção na fronteira e da violência extrema levou o público a debater temas como a eficácia da segurança pública no Brasil, a soberania nacional e as complexas dinâmicas sociais que alimentam o crime organizado, demonstrando que o impacto da obra transcendeu o entretenimento e pautou conversas sobre a realidade do país.

## Impacto cultural e legado
Desde seu lançamento, DNA do Crime gerou um impacto considerável tanto no cenário do audiovisual brasileiro quanto na percepção internacional das produções do país, estabelecendo-se como um marco no gênero de ação policial investigativa nacional.
Um dos aspectos mais significativos foi seu expressivo sucesso global de audiência. Ao se tornar a série de língua não-inglesa mais assistida na Netflix mundialmente em sua semana de estreia e figurar no Top 10 de mais de 70 países, DNA do Crime demonstrou de forma contundente o potencial de produções brasileiras em competir e ressoar com um público internacional diversificado. Este desempenho alinha-se com a estratégia da Netflix de investir em conteúdo local com capacidade de exportação, fortalecendo a imagem do Brasil como um polo criativo e produtor de entretenimento de alta qualidade, capaz de ir além dos gêneros tradicionalmente associados ao país, como as telenovelas.
No Brasil, a série foi elogiada por elevar o padrão das produções de ação, um gênero que, segundo o criador Heitor Dhalia, era menos explorado no país devido aos altos custos e à complexidade técnica inerente. Dhalia expressou a intenção de "abrir um novo paradigma para o gênero" com DNA do Crime, e a recepção da série, tanto em termos de audiência quanto de escala de produção, sugere um passo importante e bem-sucedido nessa direção. A obra demonstrou a viabilidade de se criar thrillers policiais com narrativas complexas, alto valor de produção e temáticas profundamente brasileiras, mas com apelo universal.
Culturalmente, DNA do Crime contribuiu para intensificar o debate sobre questões urgentes da realidade brasileira, como a complexidade do crime organizado transnacional na região de fronteira, os desafios enfrentados pelas forças de segurança, a corrupção e as consequências sociais da violência endêmica. Ao humanizar tanto os policiais, com seus dilemas, traumas e falhas, quanto oferecer um olhar sobre a sofisticação e a organização de certos grupos criminosos, a série fomentou discussões que transcendem o mero entretenimento, tocando em aspectos da segurança pública e da justiça criminal. A representação da Polícia Federal e o foco na ciência forense, especialmente no uso do DNA, também trouxeram para o grande público uma visão mais detalhada e valorizada de métodos investigativos modernos, muitas vezes desconhecidos da população em geral.
Embora seja relativamente cedo para definir um legado duradouro, o impacto inicial de DNA do Crime sugere que a série pode inspirar futuras produções brasileiras a ousarem mais no gênero de ação e a explorarem narrativas complexas com potencial global. Seu sucesso também reforça a importância do investimento em pesquisa e desenvolvimento para retratar com profundidade e realismo temas sensíveis da sociedade brasileira. A renovação para uma terceira temporada e a expectativa gerada em torno dela indicam a confiança da plataforma no potencial contínuo da franquia e no interesse consolidado do público por este tipo de narrativa.

## Episódios

### 1ª temporada (2023)
| N.º na série | N.º na temp. | Título             | Direção       | Roteiro                                                             | Data de lançamento original |
| ------------ | ------------ | ------------------ | ------------- | ------------------------------------------------------------------- | --------------------------- |
| 1            | 1            | Barata Voa         | Heitor Dhalia | Bernardo Barcellos, Bruno Passeri, Leonardo Levis                   | 14 de novembro de 2023      |
| 2            | 2            | Vestígios da Noite | Heitor Dhalia | Bernardo Barcellos, Bruno Passeri, Leonardo Levis, Davi Kolb        | 14 de novembro de 2023      |
| 3            | 3            | Bicho Homem        | Pedro Morelli | Bernardo Barcellos, Bruno Passeri, Leonardo Levis, Rosana Rodini    | 14 de novembro de 2023      |
| 4            | 4            | Comboio            | Pedro Morelli | Bernardo Barcellos, Bruno Passeri, Leonardo Levis, Mariana Vielmond | 14 de novembro de 2023      |
| 5            | 5            | Tudo Pela Família  | Heitor Dhalia | Bernardo Barcellos, Bruno Passeri, Leonardo Levis, Aly Muritiba     | 14 de novembro de 2023      |
| 6            | 6            | Em Casa            | Pedro Morelli | Bernardo Barcellos, Bruno Passeri, Leonardo Levis, Davi Kolb        | 14 de novembro de 2023      |
| 7            | 7            | Hacienda           | Heitor Dhalia | Bernardo Barcellos, Bruno Passeri, Leonardo Levis, Rosana Rodini    | 14 de novembro de 2023      |
| 8            | 8            | O Fim e o Início   | Heitor Dhalia | Bernardo Barcellos, Bruno Passeri, Leonardo Levis, Mariana Vielmond | 14 de novembro de 2023      |

Fonte: IMDb

### 2ª temporada (2025)
| N.º na série | N.º na temp. | Título             | Direção | Roteiro | Data de lançamento original |
| ------------ | ------------ | ------------------ | ------- | ------- | --------------------------- |
| 9            | 1            | Dia de jogo        |         |         | 4 de junho de 2025          |
| 10           | 2            | A caça e o caçador |         |         | 4 de junho de 2025          |
| 11           | 3            | Shangri-lá         |         |         | 4 de junho de 2025          |
| 12           | 4            | Reféns             |         |         | 4 de junho de 2025          |
| 13           | 5            | Assunto de família |         |         | 4 de junho de 2025          |
| 14           | 6            | Dupla improvável   |         |         | 4 de junho de 2025          |
| 15           | 7            | A carga fantasma   |         |         | 4 de junho de 2025          |
| 16           | 8            | Fronteira dominada |         |         | 4 de junho de 2025          |

Fonte: IMDb